# 순천 송광사 감로암 목조아미타여래좌상과 복장유물
순천 송광사 감로암 목조아미타여래좌상과 복장유물(順天 松廣寺 甘露庵 木造阿彌陀如來坐像과 腹藏遺物)은 전라남도 순천시 송광면 송광사 감로암에 있는 불상과 복장유물이다. 2018년 4월 19일 전라남도의 유형문화재 제334호로 지정되었다.

## 목조아미타여래좌상
감로암은 고려 때 제6세 원감국사가 창건한 조계총림 염불원이다. 
아미타불좌상은 높이 49cm 크기의 목조불상이며 1624년 광원암에서 응원(應元) 스님과 9인의 화사가 함께 조성한 것으로 전한다. 이후 조계산 보조암과 조계총림 송광사 해청당 등으로 이안됐으며, 2014년 4월 감로암 무량수전에 모셨다.
일반적인 조선시대 불상 착의법인 편단우견이 아닌 오른쪽 어깨를 가리는 옷인 부견의를 입고 그 위에 오른쪽 어깨를 드러내어 대의를 입은(편단우견) 형태를 하고 있어 희소성이 있다. 조성 연대와 조각승 등을 알 수 있고, 불상의 조각적 특징도 분명히 드러나 17세기 전반기 호남지역 불상 연구에 중요한 유물이다.

## 복장유물
| 번호 | 명칭                    | 재료 | 규격(cm) | 구조·형식·형태 | 수량 | 연대        | 특징                   |
| ---- | ----------------------- | ---- | -------- | -------------- | ---- | ----------- | ---------------------- |
| 1    | 발원문 (發願文)         | 종이 | 필사본   | 31.7x58.7      | 1매  | 조선 (1624) | 曺溪山廣圓庵           |
| 2    | 개금기 (改金記)         | 종이 | 필사본   |                | 1매  | 조선 (1823) | 道光三年, 畫員 道鎰 等 |
| 3    | 후령통                  | 청동 | 원형통   | 높이 지름      | 1통  | 조선        | 黃綃幅子               |
| 4    | 묘법연화경 (妙法蓮華經) | 종이 | 목판본   |                | 1책  | 조선        | 零本, 표지탈락         |

## 참고 문헌
- 순천 송광사 감로암 목조아미타여래좌상과 복장유물 - 국가유산청 국가유산포털